# Hocine Soltani
Hocine Soltani (arabisch حسين سلطاني, DMG Ḥusain Sulṭānī; * 27. Dezember 1972 in Thénia, Algerien; † 1. März 2002 in Marseille, Frankreich) war ein algerischer Boxer. Sein größter Erfolg war der Gewinn der Goldmedaille im Leichtgewicht bei den Olympischen Spielen 1996, was ihn zum bislang einzigen algerischen Boxolympiasieger machte.

## Amateurkarriere
Hocine Soltani gewann im Fliegengewicht das Italia Junior Tournament 1989 in Italien und den Balaton-Cup 1990 in Ungarn. 1991 siegte er zudem im Federgewicht beim Trofeo Italia Tournament in Italien und bei den Afrikaspielen in Ägypten.
Er startete daraufhin bei den Weltmeisterschaften 1991 in Australien, wo er erst im Halbfinale knapp mit 11:13 gegen Kirkor Kirkorow ausschied und Bronze im Federgewicht gewann. Mit diesem Erfolg war er auch für die Olympischen Spiele 1992 in Barcelona qualifiziert, wo er durch Siege gegen Jorge Maglione, Carlos Gerena und Victoriano Sosa ebenfalls ins Halbfinale kam und dort gegen Andreas Tews mit einer Bronzemedaille im Federgewicht ausschied.
Bei den Weltmeisterschaften 1993 in Finnland unterlag er beim Kampf um den Einzug in die Medaillenränge gegen Vasile Nistor, gewann jedoch noch im selben Jahr die Silbermedaille im Leichtgewicht bei den Mittelmeerspielen in Frankreich.
1994 gewann er jeweils im Leichtgewicht das Golden Belt Tournament in Rumänien, den Presidents Cup in Indonesien und die Afrikameisterschaften in Südafrika. Beim Weltcup 1994 in Thailand schied er im Viertelfinale knapp mit 9:12 gegen Julio González aus.
1995 unterlag er bei den Weltmeisterschaften in Deutschland im ersten Kampf gegen Bolat Nijasymbetow, erkämpfte sich jedoch bei der afrikanischen Qualifikation einen Startplatz für die Olympischen Spiele 1996 in Atlanta. Dort gelangen ihm Siege gegen Vahdettin İşsever, Agnaldo Nunes, Shin Eun-chul, Leonard Doroftei sowie Tontscho Tontschew und damit der Gewinn der olympischen Goldmedaille im Leichtgewicht.

## Profikarriere
Soltani bestritt zwischen 30. November 1998 und 27. Januar 2000 vier Profikämpfe, in denen er ungeschlagen blieb. Er boxte dabei drei Mal in Frankreich und ein Mal in Algerien. In seinem letzten Kampf schlug er dabei Fabrice Colombel, späterer Französischer Meister und IBF-Intercontinental-Champion.

## Nach dem Boxen/Familie
Hocine Soltani lebte mit seiner Frau und seinem Kind in Marseille und arbeitete im Bereich Import/Export von Kraftfahrzeugen. Sein Bruder Omar war bis 2005 18 Jahre Trainer der algerischen Boxnationalmannschaft. Sein Neffe Mebarek Soltani boxte für Algerien bei den Olympischen Spielen 2000 und 2004. Sein Sohn Sid Ali Sofiane wurde Mitglied im französischen Boxnationalteam der Junioren.

## Tod
Am 1. März 2002 wollte er sich mit einem Mann treffen, um die Überstellung zweier Fahrzeuge nach Algerien vorzubereiten. Seitdem galt er als vermisst. Seine Leiche wurde erst im September 2004 von der französischen Polizei gefunden und anhand eines DNA-Tests identifiziert. Beigesetzt wurde er in Boudouaou, im Westen der algerischen Provinz Boumerdes. Der Mann, mit dem er sich am Tag seines Verschwindens treffen wollte, wurde im Mai 2005 wegen Entführung mit Todesfolge zu acht Jahren Haft verurteilt. Die Hintergründe der Tat blieben ungeklärt.